# Globba chekiangensis
Globba chekiangensis är en enhjärtbladig växtart som beskrevs av G.Y.Li, Z.H.Chen och G.H.Xia. Globba chekiangensis ingår i släktet Globba och familjen Zingiberaceae. Inga underarter finns listade i Catalogue of Life.